# Cầu thủ xuất sắc nhất tháng Giải bóng đá Vô địch Quốc gia Việt Nam

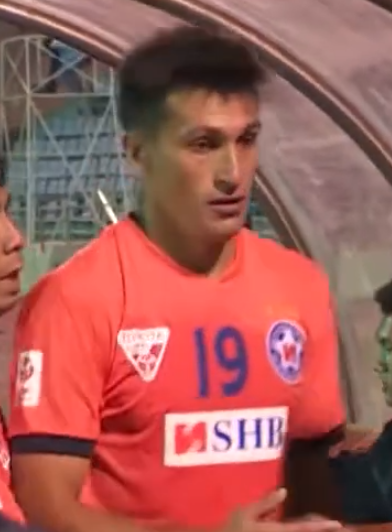
Gastón Merlo đã giành giải thưởng Cầu thủ xuất sắc nhất tháng với kỷ lục 10 lần.

Cầu thủ xuất sắc nhất tháng Giải bóng đá Vô địch Quốc gia Việt Nam là một giải thưởng bóng đá trao cho những cầu thủ được đánh giá là xuất sắc nhất trong mỗi tháng của từng mùa giải Vô địch Quốc gia. Người chiến thắng giải thưởng này được quyết định thông qua sự kết hợp giữa các lá phiếu của các thành viên ban tổ chức giải và của phóng viên đại diện các cơ quan báo chí, truyền thông. Giải thưởng Cầu thủ xuất sắc nhất tháng đã từng gắn liền với nhiều nhà tài trợ khác nhau, bao gồm Honda (2000–2001), Samsung (2001–2002), Kinh Đô (2004), báo Bóng đá (2005), VTC (2006), PV GAS (2008–2010), Bảo hiểm PTI (2020) và Casper Việt Nam (2023–2024).
Giải bóng đá Vô địch Quốc gia ra mắt vào năm 1980 trên cơ sở các giải đấu ở ba khu vực trước đó, ban đầu có tên gọi là Giải bóng đá A1 toàn quốc. Tính đến năm 2025, giải đấu đã tồn tại qua 42 mùa giải (trừ các năm 1988 không tổ chức, năm 1999 chỉ có giải tập huấn và năm 2021 bị hủy bỏ) với 6 tên gọi khác nhau, và trở thành giải đấu chuyên nghiệp kể từ mùa 2000–01. Tại mùa giải 1999–2000, Liên đoàn bóng đá Việt Nam (VFF) cùng các nhà tài trợ đã giới thiệu một hệ thống các giải thưởng bầu chọn hàng tháng của VFF, với các danh hiệu dành cho cầu thủ, thủ môn, hậu vệ, huấn luyện viên xuất sắc nhất và bàn thắng đẹp nhất tháng tại hai giải Vô địch Quốc gia và Cúp Quốc gia. Từ đó đến nay, giải thưởng dành cho cầu thủ hay nhất tháng đã được trao trong tất cả các mùa giải, ngoại trừ các mùa 2003 (không thuộc hệ thống các giải bình chọn) và 2007 (không tổ chức trao các giải thưởng tháng). Tiền vệ Nguyễn Anh Tuấn của câu lạc bộ Đồng Tháp là người đầu tiên giành được danh hiệu Cầu thủ xuất sắc nhất tháng với màn thể hiện trong tháng 10 năm 1999.
Gastón Merlo là cầu thủ đoạt nhiều danh hiệu xuất sắc của tháng nhất với 10 lần. Mười cầu thủ đã giành giải thưởng trong các tháng liên tiếp: Amaobi Honest, Kesley Alves, Lê Công Vinh, Gastón Merlo, Gonzalo Marronkle, Nastja Čeh, Hoàng Vũ Samson, Nguyễn Văn Quyết, Nguyễn Văn Toàn và Rafaelson, trong đó chỉ có Gastón Merlo làm được điều này tới hai lần. Rafaelson là cầu thủ đầu tiên đoạt năm danh hiệu xuất sắc nhất tháng liên tiếp trong một mùa giải khi khoác áo câu lạc bộ Thép Xanh Nam Định. Amaobi Honest, Gastón Merlo, Gonzalo Marronkle, Hoàng Vũ Samson là những người đã giành được ba danh hiệu của tháng trong một mùa bóng. Chín cá nhân khác đã sở hữu hai danh hiệu tháng trong cùng mùa giải: Kesley Alves, Lê Công Vinh, Jesuel Martins Trindade, Jose Emidio de Almeida, Timothy Anjembe, Nastja Čeh, Đinh Thanh Trung, Nguyễn Văn Quyết và Nguyễn Văn Toàn. Timothy Anjembe đã giành giải thưởng trong màu áo của ba câu lạc bộ khác nhau, trong khi Gustavo Dourado và Lê Công Vinh đoạt giải với hai câu lạc bộ chủ quản riêng biệt.
Các cầu thủ Việt Nam chiếm gần một nửa số giải thưởng Cầu thủ xuất sắc nhất tháng đã trao, và hơn bốn trên mười cầu thủ nước ngoài giành giải đến từ Brasil. Hoàng Vũ Samson là cầu thủ đầu tiên đoạt giải thưởng với hai quốc tịch khác nhau, ba lần vào các năm 2010 và 2011 là người Nigeria và bốn lần vào các năm 2014 và 2016 là người Việt Nam. Câu lạc bộ Hà Nội có nhiều giải thưởng Cầu thủ hay nhất tháng hơn bất kỳ câu lạc bộ nào khác.
Tính đến tháng 5 năm 2025, người nhận giải thưởng gần nhất là tiền đạo Brenner Marlos của câu lạc bộ Thép Xanh Nam Định.

## Danh sách đoạt giải
- Rafaelson là cầu thủ đầu tiên giành danh hiệu xuất sắc nhất tháng năm lần liên tiếp trong một mùa giải V.League.
- Lê Công Vinh là cầu thủ Việt Nam đầu tiên giành danh hiệu xuất sắc nhất tháng liên tiếp trong một mùa giải, và là cầu thủ đầu tiên đoạt giải trong màu áo hai câu lạc bộ khác nhau.
- Nguyễn Văn Quyết đã giành được tám giải thưởng Cầu thủ xuất sắc nhất tháng, nhiều nhất trong số các cầu thủ nội.
- Lee Nguyễn là cầu thủ gốc Việt đầu tiên giành giải thưởng xuất sắc nhất tháng.
- Phạm Văn Quyến đã giành được hai giải thưởng Cầu thủ xuất sắc nhất tháng.
- Hoàng Vũ Samson là cầu thủ đầu tiên giành giải thưởng với các quốc tịch khác nhau, lần đầu tiên với tư cách là người Nigeria vào tháng 3 năm 2010 và  lần đầu tiên với tư cách là người Việt Nam vào tháng 3 năm 2014.
- Nguyễn Văn Toàn đã giành được bốn giải thưởng Cầu thủ xuất sắc nhất tháng.
- Huỳnh Kesley Alves đã giành được ba giải thưởng Cầu thủ xuất sắc nhất tháng.
- Kiatisuk Senamuang là cầu thủ châu Á (ngoài Việt Nam) đầu tiên và duy nhất cho đến hiện tại giành được giải thưởng.
- Đinh Thanh Trung là cầu thủ duy nhất đến hiện tại giành được danh hiệu cho Quảng Nam với hai giải thưởng vào năm 2017, năm mà đội bóng lên ngôi vô địch giải đấu.
- Nguyễn Tiến Linh đã giành được hai giải thưởng Cầu thủ xuất sắc nhất tháng, và với khoảng cách xa nhất giữa hai giải thưởng (tháng 5 năm 2018 và tháng 3 năm 2025).
- Nastja Čeh là cầu thủ châu Âu đầu tiên và duy nhất giành được giải thưởng xuất sắc nhất tháng liên tiếp.

Trong ba mùa giải đầu tiên, do giải thưởng Cầu thủ xuất sắc nhất tháng được xét chung với giải Cúp Quốc gia, nên chỉ có giải thưởng của những tháng nằm trong thời gian diễn ra giải vô địch quốc gia được đưa vào danh sách này. Danh sách cũng bao gồm các giải thưởng của mùa giải 2021 bị hủy bỏ giữa chừng.
Với giải thưởng tháng 10 năm 2020, các danh hiệu được xét trao riêng cho từng nhóm đua vô địch và tranh trụ hạng, nên có hai cầu thủ được trao giải thưởng thuộc hai nhóm khác nhau.
- Chú thích vị trí thi đấu: TM – Thủ môn, HV – Hậu vệ, TV – Tiền vệ, TĐ – Tiền đạo.

| Tháng       | Năm  | Cầu thủ                  | Quốc tịch | VT | Câu lạc bộ                   | TK      |
| ----------- | ---- | ------------------------ | --------- | -- | ---------------------------- | ------- |
| Tháng 10    | 1999 | Nguyễn Anh Tuấn          | Việt Nam  | TV | Đồng Tháp                    | [ 18 ]  |
| Tháng 11    | 1999 | Huỳnh Hống Sơn           | Việt Nam  | TĐ | Cảng Sài Gòn                 | [ 19 ]  |
| Tháng 2     | 2000 | Hồ Văn Lợi               | Việt Nam  | TV | Cảng Sài Gòn                 | [ 20 ]  |
| Tháng 3     | 2000 | Nguyễn Hồng Sơn          | Việt Nam  | TV | Thể Công                     | [ 21 ]  |
| Tháng 4     | 2000 | Võ Hoàng Bửu             | Việt Nam  | TV | Cảng Sài Gòn                 | [ 18 ]  |
| Tháng 12    | 2000 | Hồ Văn Lợi               | Việt Nam  | TV | Cảng Sài Gòn                 | [ 22 ]  |
| Tháng 3     | 2001 | Nguyễn Hồng Sơn          | Việt Nam  | TV | Thể Công                     | [ 23 ]  |
| Tháng 4     | 2001 | Nguyễn Lương Phúc        | Việt Nam  | TĐ | Nam Định                     | [ 24 ]  |
| Tháng 5     | 2001 | Serguei Litvinov         | Nga       | TĐ | Nam Định                     | [ 25 ]  |
| Tháng 12    | 2001 | Lulenti Kyeyune          | Uganda    | TĐ | Sông Lam Nghệ An             | [ 26 ]  |
| Tháng 1     | 2002 | Emeka Achilefu           | Nigeria   | TĐ | Nam Định                     | [ 27 ]  |
| Tháng 3     | 2002 | Vũ Minh Hiếu             | Việt Nam  | TV | Công an Hà Nội               | [ 16 ]  |
| Tháng 4     | 2002 | Lê Huỳnh Đức             | Việt Nam  | TĐ | Ngân hàng Đông Á             | [ 28 ]  |
| Tháng 5     | 2002 | Hồ Văn Lợi               | Việt Nam  | TV | Cảng Sài Gòn                 | [ 29 ]  |
| Tháng 2     | 2004 | Amaobi Honest            | Nigeria   | TĐ | Sông Đà Nam Định             | [ 30 ]  |
| Tháng 3     | 2004 | Amaobi Honest            | Nigeria   | TĐ | Sông Đà Nam Định             | [ 30 ]  |
| Tháng 4     | 2004 | Amaobi Honest            | Nigeria   | TĐ | Sông Đà Nam Định             | [ 31 ]  |
| Tháng 5     | 2004 | Kiatisuk Senamuang       | Thái Lan  | TĐ | Hoàng Anh Gia Lai            | [ 32 ]  |
| Tháng 6     | 2004 | Nguyễn Minh Phương       | Việt Nam  | TV | Gạch Đồng Tâm Long An        | [ 33 ]  |
| Tháng 2     | 2005 | Jucelio Batista da Silva | Brasil    | TĐ | Hòa Phát Hà Nội              | [ 34 ]  |
| Tháng 3     | 2005 | Kesley Alves             | Brasil    | TĐ | Becamex Bình Dương           | [ 35 ]  |
| Tháng 4     | 2005 | Kesley Alves             | Brasil    | TĐ | Becamex Bình Dương           | [ 36 ]  |
| Tháng 5 & 6 | 2005 | Carlos Rodrigues         | Brasil    | TĐ | Gạch Đồng Tâm Long An        | [ 37 ]  |
| Tháng 7     | 2005 | Hoàng Ngọc Linh          | Việt Nam  | TĐ | Sông Đà Nam Định             | [ 38 ]  |
| Tháng 8     | 2005 | Phạm Văn Quyến           | Việt Nam  | TĐ | Pjico Sông Lam Nghệ An       | [ 39 ]  |
| Tháng 4     | 2006 | Phạm Việt Cường          | Việt Nam  | TM | Hà Nội ACB                   | [ 40 ]  |
| Tháng 5     | 2006 | Nguyễn Minh Phương       | Việt Nam  | TV | Gạch Đồng Tâm Long An        | [ 41 ]  |
| Tháng 6 & 7 | 2006 | Lê Công Vinh             | Việt Nam  | TĐ | Pjico Sông Lam Nghệ An       | [ 42 ]  |
| Tháng 8     | 2006 | Lê Công Vinh             | Việt Nam  | TĐ | Pjico Sông Lam Nghệ An       | [ 43 ]  |
| Tháng 1     | 2008 | Nguyễn Ngọc Thanh        | Việt Nam  | TĐ | Xi măng Hải Phòng            | [ 44 ]  |
| Tháng 2     | 2008 | Jesuel Martins Trindade  | Brasil    | TĐ | Thép Miền Nam Cảng Sài Gòn   | [ 45 ]  |
| Tháng 3     | 2008 | Jose Emidio de Almeida   | Brasil    | TĐ | SHB Đà Nẵng                  | [ 46 ]  |
| Tháng 4     | 2008 | Jesuel Martins Trindade  | Brasil    | TĐ | Thép Miền Nam Cảng Sài Gòn   | [ 47 ]  |
| Tháng 5     | 2008 | Gustavo Dourado          | Brasil    | TĐ | Đồng Tâm Long An             | [ 48 ]  |
| Tháng 7     | 2008 | Jose Emidio de Almeida   | Brasil    | TĐ | SHB Đà Nẵng                  | [ 49 ]  |
| Tháng 8     | 2008 | Elenindo de Jesus        | Brasil    | TĐ | Xi măng Hải Phòng            | [ 50 ]  |
| Tháng 2     | 2009 | Timothy Anjembe          | Nigeria   | TĐ | Tập đoàn Cao su Đồng Tháp    | [ 51 ]  |
| Tháng 3     | 2009 | Lazaro de Sousa          | Brasil    | TĐ | Quân khu 4                   | [ 52 ]  |
| Tháng 4     | 2009 | Jose Emidio de Almeida   | Brasil    | TĐ | SHB Đà Nẵng                  | [ 53 ]  |
| Tháng 5     | 2009 | Lee Nguyễn               | Hoa Kỳ    | TV | Hoàng Anh Gia Lai            | [ 54 ]  |
| Tháng 6     | 2009 | Lê Công Vinh             | Việt Nam  | TĐ | T&T Hà Nội                   | [ 55 ]  |
| Tháng 7     | 2009 | Leandro de Oliveira      | Brasil    | TĐ | Xi măng Hải Phòng            | [ 56 ]  |
| Tháng 8     | 2009 | Phạm Văn Quyến           | Việt Nam  | TĐ | Sông Lam Nghệ An             | [ 57 ]  |
| Tháng 1 & 2 | 2010 | Gastón Merlo             | Argentina | TĐ | SHB Đà Nẵng                  | [ 58 ]  |
| Tháng 3     | 2010 | Samson Kayode            | Nigeria   | TĐ | Tập đoàn Cao su Đồng Tháp    | [ 59 ]  |
| Tháng 4     | 2010 | Evaldo Goncalves         | Brasil    | TĐ | Hoàng Anh Gia Lai            | [ 60 ]  |
| Tháng 5     | 2010 | Samson Kayode            | Nigeria   | TĐ | Tập đoàn Cao su Đồng Tháp    | [ 61 ]  |
| Tháng 6     | 2010 | Gonzalo Marronkle        | Argentina | TĐ | Hà Nội T&T                   | [ 62 ]  |
| Tháng 7     | 2010 | Timothy Anjembe          | Nigeria   | TĐ | Hòa Phát Hà Nội              | [ 63 ]  |
| Tháng 8     | 2010 | Mrwanda Danny David      | Tanzania  | TĐ | Đồng Tâm Long An             | [ 64 ]  |
| Tháng 2     | 2011 | Gastón Merlo             | Argentina | TĐ | SHB Đà Nẵng                  | [ 65 ]  |
| Tháng 3     | 2011 | Samson Kayode            | Nigeria   | TĐ | Tập đoàn Cao su Đồng Tháp    | [ 66 ]  |
| Tháng 4     | 2011 | Hoàng Đình Tùng          | Việt Nam  | TĐ | Thanh Hóa                    | [ 67 ]  |
| Tháng 5     | 2011 | Gastón Merlo             | Argentina | TĐ | SHB Đà Nẵng                  | [ 68 ]  |
| Tháng 6     | 2011 | Lê Công Vinh             | Việt Nam  | TĐ | Hà Nội T&T                   | [ 69 ]  |
| Tháng 7     | 2011 | Gustavo Dourado          | Brasil    | TĐ | Xi măng The Vissai Ninh Bình | [ 70 ]  |
| Tháng 8     | 2011 | Gastón Merlo             | Argentina | TĐ | SHB Đà Nẵng                  | [ 71 ]  |
| Tháng 1     | 2012 | Nguyễn Văn Quyết         | Việt Nam  | TV | Hà Nội T&T                   | [ 72 ]  |
| Tháng 2     | 2012 | Timothy Anjembe          | Nigeria   | TĐ | Hà Nội                       | [ 73 ]  |
| Tháng 3     | 2012 | Gastón Merlo             | Argentina | TĐ | SHB Đà Nẵng                  | [ 74 ]  |
| Tháng 4     | 2012 | Gastón Merlo             | Argentina | TĐ | SHB Đà Nẵng                  | [ 75 ]  |
| Tháng 5     | 2012 | Gastón Merlo             | Argentina | TĐ | SHB Đà Nẵng                  | [ 76 ]  |
| Tháng 7     | 2012 | Nicolás Hernández        | Argentina | TĐ | SHB Đà Nẵng                  | [ 77 ]  |
| Tháng 8     | 2012 | Timothy Anjembe          | Nigeria   | TĐ | Hà Nội                       | [ 78 ]  |
| Tháng 3     | 2013 | Lê Công Vinh             | Việt Nam  | TĐ | Sông Lam Nghệ An             | [ 79 ]  |
| Tháng 4     | 2013 | Antonio Carlos           | Brasil    | TĐ | Vicem Hải Phòng              | [ 79 ]  |
| Tháng 5     | 2013 | Gonzalo Marronkle        | Argentina | TĐ | Hà Nội T&T                   | [ 80 ]  |
| Tháng 6     | 2013 | Lê Công Vinh             | Việt Nam  | TĐ | Sông Lam Nghệ An             | [ 79 ]  |
| Tháng 7     | 2013 | Gonzalo Marronkle        | Argentina | TĐ | Hà Nội T&T                   | [ 81 ]  |
| Tháng 8     | 2013 | Gonzalo Marronkle        | Argentina | TĐ | Hà Nội T&T                   | [ 82 ]  |
| Tháng 1     | 2014 | Nastja Čeh               | Slovenia  | TV | Thanh Hóa                    | [ 83 ]  |
| Tháng 2     | 2014 | Nastja Čeh               | Slovenia  | TV | Thanh Hóa                    | [ 84 ]  |
| Tháng 3     | 2014 | Hoàng Vũ Samson          | Việt Nam  | TĐ | Hà Nội T&T                   | [ 85 ]  |
| Tháng 4     | 2014 | Huỳnh Kesley Alves       | Việt Nam  | TĐ | Becamex Bình Dương           | [ 86 ]  |
| Tháng 5     | 2014 | Gonzalo Marronkle        | Argentina | TĐ | Hà Nội T&T                   | [ 87 ]  |
| Tháng 6     | 2014 | Nguyễn Vũ Phong          | Việt Nam  | TV | SHB Đà Nẵng                  | [ 88 ]  |
| Tháng 7     | 2014 | Abass Cheikh Dieng       | Senegal   | TĐ | Becamex Bình Dương           | [ 89 ]  |
| Tháng 1     | 2015 | Nguyễn Quang Hải         | Việt Nam  | TĐ | Than Quảng Ninh              | [ 90 ]  |
| Tháng 4     | 2015 | Trần Phi Sơn             | Việt Nam  | TV | Sông Lam Nghệ An             | [ 91 ]  |
| Tháng 7     | 2015 | Nguyễn Văn Quyết         | Việt Nam  | TV | Hà Nội T&T                   | [ 92 ]  |
| Tháng 8     | 2015 | Nguyễn Anh Đức           | Việt Nam  | TĐ | Becamex Bình Dương           | [ 93 ]  |
| Tháng 2 & 3 | 2016 | Gastón Merlo             | Argentina | TĐ | SHB Đà Nẵng                  | [ 94 ]  |
| Tháng 4     | 2016 | Hoàng Vũ Samson          | Việt Nam  | TĐ | Hà Nội T&T                   | [ 95 ]  |
| Tháng 5 & 6 | 2016 | Hoàng Vũ Samson          | Việt Nam  | TĐ | Hà Nội T&T                   | [ 96 ]  |
| Tháng 7     | 2016 | Hoàng Vũ Samson          | Việt Nam  | TĐ | Hà Nội T&T                   | [ 97 ]  |
| Tháng 8     | 2016 | Gastón Merlo             | Argentina | TĐ | SHB Đà Nẵng                  | [ 98 ]  |
| Tháng 9     | 2016 | Gastón Merlo             | Argentina | TĐ | SHB Đà Nẵng                  | [ 99 ]  |
| Tháng 1     | 2017 | Đinh Thanh Trung         | Việt Nam  | TV | Quảng Nam                    | [ 100 ] |
| Tháng 2     | 2017 | Vũ Minh Tuấn             | Việt Nam  | TV | Than Quảng Ninh              | [ 101 ] |
| Tháng 3 & 4 | 2017 | Nguyễn Hoàng Quốc Chí    | Việt Nam  | TV | Sanna Khánh Hòa              | [ 102 ] |
| Tháng 6 & 7 | 2017 | Pape Omar Faye           | Senegal   | TĐ | FLC Thanh Hóa                | [ 103 ] |
| Tháng 9     | 2017 | Đinh Thanh Trung         | Việt Nam  | TV | Quảng Nam                    | [ 104 ] |
| Tháng 10    | 2017 | Nguyễn Văn Quyết         | Việt Nam  | TV | Hà Nội                       | [ 104 ] |
| Tháng 3     | 2018 | Eydison Teofilo Soares   | Brasil    | TĐ | Than Quảng Ninh              | [ 105 ] |
| Tháng 4     | 2018 | Ganiyu Bolaji Oseni      | Nigeria   | TĐ | Hà Nội                       | [ 106 ] |
| Tháng 5     | 2018 | Nguyễn Tiến Linh         | Việt Nam  | TĐ | Becamex Bình Dương           | [ 107 ] |
| Tháng 6     | 2018 | Nguyễn Quang Hải         | Việt Nam  | TV | Hà Nội                       | [ 108 ] |
| Tháng 7 & 8 | 2018 | Phan Văn Đức             | Việt Nam  | TV | Sông Lam Nghệ An             | [ 109 ] |
| Tháng 9     | 2018 | Eydison Teofilo Soares   | Brasil    | TĐ | Than Quảng Ninh              | [ 110 ] |
| Tháng 2 & 3 | 2019 | Jermie Dwayne Lynch      | Jamaica   | TĐ | Hải Phòng                    | [ 111 ] |
| Tháng 4     | 2019 | Nguyễn Quang Hải         | Việt Nam  | TV | Hà Nội                       | [ 112 ] |
| Tháng 5     | 2019 | Nguyễn Văn Toàn          | Việt Nam  | TĐ | Hoàng Anh Gia Lai            | [ 113 ] |
| Tháng 6     | 2019 | Nguyễn Hải Huy           | Việt Nam  | TV | Than Quảng Ninh              | [ 114 ] |
| Tháng 7     | 2019 | Nguyễn Văn Quyết         | Việt Nam  | TV | Hà Nội                       | [ 115 ] |
| Tháng 8     | 2019 | Nguyễn Văn Quyết         | Việt Nam  | TV | Hà Nội                       | [ 116 ] |
| Tháng 3 & 6 | 2020 | Pedro Paulo              | Brasil    | TĐ | Sài Gòn                      | [ 8 ]   |
| Tháng 7 & 9 | 2020 | Nguyễn Công Phượng       | Việt Nam  | TĐ | Thành phố Hồ Chí Minh        | [ 117 ] |
| Tháng 10    | 2020 | Bruno Cantanhede         | Brasil    | TĐ | Viettel                      | [ 118 ] |
| Tháng 10    | 2020 | Joseph Mpande            | Uganda    | TĐ | Hải Phòng                    | [ 119 ] |
| Tháng 1 & 3 | 2021 | Nguyễn Văn Toàn          | Việt Nam  | TĐ | Hoàng Anh Gia Lai            | [ 120 ] |
| Tháng 4     | 2021 | Nguyễn Văn Toàn          | Việt Nam  | TĐ | Hoàng Anh Gia Lai            | [ 121 ] |
| Tháng 3     | 2022 | Rimario Gordon           | Jamaica   | TĐ | Hải Phòng                    | [ 122 ] |
| Tháng 7     | 2022 | Nguyễn Văn Toàn          | Việt Nam  | TĐ | Hoàng Anh Gia Lai            | [ 123 ] |
| Tháng 8     | 2022 | Nguyễn Văn Quyết         | Việt Nam  | TĐ | Hà Nội                       | [ 124 ] |
| Tháng 9     | 2022 | Nguyễn Hoàng Đức         | Việt Nam  | TV | Viettel                      | [ 125 ] |
| Tháng 10    | 2022 | Phạm Tuấn Hải            | Việt Nam  | TĐ | Hà Nội                       | [ 126 ] |
| Tháng 2     | 2023 | Nguyễn Văn Quyết         | Việt Nam  | TĐ | Hà Nội                       | [ 127 ] |
| Tháng 4     | 2023 | Paulo Conrado            | Brasil    | TĐ | Đông Á Thanh Hóa             | [ 128 ] |
| Tháng 6     | 2023 | Jhon Cley                | Brasil    | TĐ | Công an Hà Nội               | [ 129 ] |
| Tháng 8     | 2023 | Nguyễn Hoàng Đức         | Việt Nam  | TV | Viettel                      | [ 130 ] |
| Tháng 10    | 2023 | Rafaelson                | Brasil    | TĐ | Thép Xanh Nam Định           | [ 131 ] |
| Tháng 12    | 2023 | Rafaelson                | Brasil    | TĐ | Thép Xanh Nam Định           | [ 132 ] |
| Tháng 2     | 2024 | Rafaelson                | Brasil    | TĐ | Thép Xanh Nam Định           | [ 133 ] |
| Tháng 4     | 2024 | Rafaelson                | Brasil    | TĐ | Thép Xanh Nam Định           | [ 134 ] |
| Tháng 5     | 2024 | Rafaelson                | Brasil    | TĐ | Thép Xanh Nam Định           | [ 135 ] |
| Tháng 6     | 2024 | Nguyễn Văn Quyết         | Việt Nam  | TĐ | Hà Nội                       | [ 136 ] |
| Tháng 9     | 2024 | Geovane Magno            | Brasil    | TĐ | Hồng Lĩnh Hà Tĩnh            | [ 137 ] |
| Tháng 1     | 2025 | Nguyễn Xuân Son          | Việt Nam  | TĐ | Thép Xanh Nam Định           | [ 138 ] |
| Tháng 3     | 2025 | Nguyễn Tiến Linh         | Việt Nam  | TĐ | Becamex Bình Dương           | [ 139 ] |
| Tháng 4     | 2025 | Daniel Passira           | Brasil    | TĐ | Hà Nội                       | [ 140 ] |
| Tháng 5     | 2025 | Brenner Marlos           | Brasil    | TĐ | Thép Xanh Nam Định           | [ 141 ] |

## Đoạt giải nhiều lần
Dưới đây là thống kê về các cầu thủ đã giành danh hiệu xuất sắc nhất tháng nhiều hơn một lần. 
Những cầu thủ được in đậm vẫn còn hoạt động tại V.League 1. Những cầu thủ được in nghiêng vẫn còn thi đấu tại các giải bóng đá chuyên nghiệp khác ngoài V.League 1.
Tính đến giải thưởng tháng 5 năm 2025
| Hạng | Cầu thủ                 | Số lần |
| ---- | ----------------------- | ------ |
| 1    | Gastón Merlo            | 10     |
| 2    | Nguyễn Văn Quyết        | 8      |
| 3    | Hoàng Vũ Samson         | 7      |
| 4    | Lê Công Vinh            | 6      |
| 4    | Nguyễn Xuân Son         | 6      |
| 6    | Gonzalo Marronkle       | 5      |
| 7    | Nguyễn Văn Toàn         | 4      |
| 7    | Timothy Anjembe         | 4      |
| 9    | Amaobi Honest           | 3      |
| 9    | Hồ Văn Lợi              | 3      |
| 9    | Huỳnh Kesley Alves      | 3      |
| 9    | Jose Emidio de Almeida  | 3      |
| 13   | Đinh Thanh Trung        | 2      |
| 13   | Eydison Teofilo Soares  | 2      |
| 13   | Gustavo Dourado         | 2      |
| 13   | Jesuel Martins Trindade | 2      |
| 13   | Nastja Čeh              | 2      |
| 13   | Nguyễn Hoàng Đức        | 2      |
| 13   | Nguyễn Hồng Sơn         | 2      |
| 13   | Nguyễn Quang Hải        | 2      |
| 13   | Nguyễn Tiến Linh        | 2      |
| 13   | Phạm Văn Quyến          | 2      |

## Thống kê đoạt giải

### Theo quốc tịch
Tính đến giải thưởng tháng 5 năm 2025
| Quốc tịch | Cầu thủ | Số lần |
| --------- | ------- | ------ |
| Việt Nam  | 34      | 61     |
| Brasil    | 20      | 30     |
| Argentina | 3       | 16     |
| Nigeria   | 5       | 12     |
| Jamaica   | 2       | 2      |
| Senegal   | 2       | 2      |
| Uganda    | 2       | 2      |
| Slovakia  | 1       | 2      |
| Hoa Kỳ    | 1       | 1      |
| Nga       | 1       | 1      |
| Tanzania  | 1       | 1      |
| Thái Lan  | 1       | 1      |

### Theo vị trí thi đấu
Tính đến giải thưởng tháng 5 năm 2025
| Vị trí   | Cầu thủ | Số lần |
| -------- | ------- | ------ |
| Thủ môn  | 1       | 1      |
| Hậu vệ   | 0       | 0      |
| Tiền vệ  | 18      | 30     |
| Tiền đạo | 53      | 100    |

### Theo câu lạc bộ
Tính đến giải thưởng tháng 4 năm 2025
| Câu lạc bộ                   | Cầu thủ | Số lần |
| ---------------------------- | ------- | ------ |
| Hà Nội                       | 8       | 24     |
| SHB Đà Nẵng                  | 4       | 15     |
| Nam Định                     | 7       | 14     |
| Sông Lam Nghệ An             | 5       | 9      |
| Hải Phòng                    | 7       | 7      |
| Becamex Bình Dương           | 4       | 7      |
| Cảng Sài Gòn                 | 4       | 7      |
| Hoàng Anh Gia Lai            | 4       | 7      |
| Đông Á Thanh Hóa             | 4       | 5      |
| Long An                      | 4       | 5      |
| Than Quảng Ninh              | 4       | 5      |
| Đồng Tháp                    | 3       | 5      |
| Thể Công – Viettel           | 3       | 5      |
| Hà Nội (1956)                | 2       | 3      |
| Công an Hà Nội               | 2       | 2      |
| Hòa Phát Hà Nội              | 2       | 2      |
| Quảng Nam                    | 1       | 2      |
| Hồng Lĩnh Hà Tĩnh            | 1       | 1      |
| Khánh Hòa                    | 1       | 1      |
| Ngân hàng Đông Á             | 1       | 1      |
| Quân khu 4                   | 1       | 1      |
| Sài Gòn                      | 1       | 1      |
| Thành phố Hồ Chí Minh        | 1       | 1      |
| Xi măng The Vissai Ninh Bình | 1       | 1      |